# Yleisradio

Logo společnosti používané do roku 2012

Yleisradio Oy (zkratkou Yle [yle], švédsky Rundradion Ab) je finská veřejnoprávní rozhlasová a televizní společnost založená roku 1926. Z 99,98 % je ve vlastnictví státu (Finské republiky), ostatními akcionáři jsou mimo jiné ostatní mediální společnosti. Provozuje pět televizních kanálů a několik celostátních i regionálních rozhlasových stanic.
Kromě finštiny vysílá také ve švédštině, jakožto druhém oficiálním jazyku Finska, a v sámštině. Stejně jako ostatní televizní stanice nebo kina ve Finsku používá Yle dabing pouze pro pořady pro děti, u ostatních cizojazyčných filmů jsou k dispozici jen titulky.

## Televizní stanice
- Yle TV1
- Yle TV2
- Yle Fem
- Yle Teema
- TV Finland

Bývalé televizní stanice
- YLE24
- YLE Extra
- YLE TV1+

## Rozhlasové stanice
- Yle Radio 1
- Yle Radio Suomi
- YleX
- Yle Puhe (dříve Yle Peili)
- Yle X3M
- Yle Radio Vega
- Yle Sápmi
- Yle Klassinen
- Yle Mondo

Bývalé rozhlasové stanice
- Radio Finland
- Radiomafia
- Radio Aino
- YleQ

## Ředitelé
- Hjalmar Voldemar Walldén (1927–1945, roku 1935 si změnil jméno na Jalmar Voldemar Vakio)
- Hella Wuolijoki (1945–1949)
- Einar Sundström (1950–1964)
- Eino S. Repo (1965–1969)
- Erkki Raatikainen (1970–1979)
- Sakari Kiuru (1980–1989)
- Reino Paasilinna (1990–1994)
- Arne Wessberg (1994–2005)
- Mikael Jungner (2005–2010)
- Lauri Kivinen (od 2010)